# Cochlorhinus bidentatus
Cochlorhinus bidentatus är en insektsart som beskrevs av Beamer 1940. Cochlorhinus bidentatus ingår i släktet Cochlorhinus och familjen dvärgstritar. Inga underarter finns listade i Catalogue of Life.